# Espacio métrico
En matemática, un espacio métrico es un conjunto que lleva asociada una función distancia, es decir, que esta función está definida sobre dicho conjunto, cumpliendo propiedades atribuidas a la distancia, de modo que para cualquier par de puntos del conjunto, estos están a una cierta distancia asignada por dicha función.
En particular, cualquier espacio métrico será, además, un espacio topológico porque cualquier función de distancia definida sobre un conjunto dado induce una topología sobre dicho conjunto. Se trata de la topología inducida por las bolas abiertas asociadas a la función distancia del espacio métrico.
El ejemplo más conocido de espacio métrico es el  espacio euclídeo tridimensional con su noción habitual de distancia.  Otros ejemplos conocidos son una esfera dotada de la distancia angular y el plano hiperbólico.  Una métrica puede corresponder a una noción metafórica, más que física, de distancia: por ejemplo, el conjunto de cadenas Unicode de 100 caracteres puede equiparse con la distancia de Hamming, que mide el número de caracteres que hay que cambiar para pasar de una cadena a otra.
Dado que son muy generales, los espacios métricos son una herramienta utilizada en muchas ramas diferentes de las matemáticas.  Muchos tipos de objetos matemáticos tienen una noción natural de distancia y, por lo tanto, admiten la estructura de un espacio métrico, incluyendo la variedad de Riemann, espacio vectorial normados y grafos.  En álgebra abstracta, los p-ádicos surgen como elementos de la completitud de una estructura métrica sobre los números racionales.  Los espacios métricos también se estudian por derecho propio en geometría métrica y análisis sobre espacios métricos..
Muchas de las nociones básicas del análisis matemático, incluyendo bolas, completitud, así como uniforme, Lipschitz, y continuidad de Hölder, pueden definirse en el entorno de espacios métricos.  Otras nociones, como continuidad, compacidad, y abierto y conjunto cerrado, pueden definirse para espacios métricos, pero también en el entorno aún más general de espacio topológico.

## Historia
En 1906 Maurice Fréchet introdujo los espacios métricos en su obra Sur quelques points du calcul fonctionnel  en el contexto del análisis funcional: su principal interés era estudiar las funciones de valor real de un espacio métrico, generalizando la teoría de funciones de varias o incluso infinitas variables, de la que fueron pioneros matemáticos como Cesare Arzelà.  La idea fue desarrollada y situada en su contexto adecuado por Felix Hausdorff en su obra magna Principios de la teoría de conjuntos, que también introdujo la noción de un (Hausdorff) espacio topológico.
Los espacios métricos generales se han convertido en una parte fundamental del currículo matemático.  Ejemplos destacados de espacios métricos en la investigación matemática incluyen los colectores riemannianos y los espacios vectoriales normados, que son el dominio de la geometría diferencial y el análisis funcional, respectivamente. Geometría fractal es una fuente de algunos espacios métricos exóticos.  Otros han surgido como límites a través del estudio de objetos discretos o lisos, incluyendo límites invariantes de escala en física estadística, espacio de Alexandrovs que surgen como límites de Gromov-Hausdorff de secuencias de variedades riemannianas, y límites y conos asintóticos en teoría geométrica de grupos.  Por último, han surgido muchas aplicaciones nuevas de los espacios métricos finitos y discretos en informática.

## Definiciones e ilustración

Diagrama que ilustra la distancia ortodrómica (en verde) y la distancia rectilínea (en rojo) entre dos puntos P y Q de una esfera.

Para ver la utilidad de las distintas nociones de distancia, considérese la superficie de la Tierra como un conjunto de puntos.  Podemos medir la distancia entre dos puntos por la longitud de la senda más corta a lo largo de la superficie, "Distancia a vuelo de pájaro"; esto es particularmente útil para el transporte marítimo y aéreo.  También podemos medir la distancia en línea recta entre dos puntos a través del interior de la Tierra; esta noción es, por ejemplo, natural en sismología, ya que corresponde aproximadamente a la longitud de tiempo que tardan las ondas sísmicas en viajar entre esos dos puntos.
La noción de distancia codificada por los axiomas de los espacios métricos tiene relativamente pocos requisitos.  Esta generalidad confiere a los espacios métricos una gran flexibilidad.  Al mismo tiempo, la noción es lo suficientemente fuerte como para codificar muchos hechos intuitivos sobre el significado de la distancia.  Esto significa que los resultados generales sobre espacios métricos pueden aplicarse en muchos contextos diferentes.
Como muchos conceptos matemáticos fundamentales, la métrica de un espacio métrico puede interpretarse de muchas formas distintas.  Puede que la mejor manera de interpretar una métrica concreta no sea como una medida de la distancia física, sino como el coste de cambiar de un estado a otro (como ocurre con la métrica de Wassersteins en espacios de medidas) o el grado de diferencia entre dos objetos (por ejemplo, la distancia de Hamming entre dos cadenas de caracteres, o la distancia de Gromov-Hausdorff entre los propios espacios métricos).

### Definición de espacio métrico

El plano (un conjunto de puntos) puede estar dotado de diferentes métricas. En la métrica del taxi los caminos rojo, amarillo y azul tienen la misma longitud (12), y son todos caminos más cortos. En la métrica euclídea, el camino verde tiene longitud <, y es el único camino más corto, mientras que los caminos rojo, amarillo y azul siguen teniendo longitud 12.

Formalmente, un espacio métrico es un conjunto {\displaystyle M} (a cuyos elementos se les denomina puntos) con una función distancia asociada (también llamada una métrica):
{\displaystyle {\begin{array}{rcccl}d&:&M\times M&\longrightarrow &\mathbb {R} \\&&(x,y)&\longmapsto &a=d(x,y)\end{array}}}
(donde {\displaystyle \mathbb {R} } es el conjunto de los números reales). Decir que {\displaystyle d} es una distancia sobre {\displaystyle M} es decir que para todo {\displaystyle x}, {\displaystyle y}, {\displaystyle z} en {\displaystyle M}, esta función debe satisfacer las siguientes condiciones o propiedades de una distancia:
- 1a) La distancia de un punto a sí mismo es cero:

{\displaystyle \forall x,y\in M\;:\quad d(x,y)=0\;\longrightarrow \;x=y}
Para todo: x, y de M, se cumple que, si la distancia de x, y es cero, entonces, x = y.
Intuitivamente, nunca cuesta nada viajar de un punto a sí mismo.
- 1b) (Positividad) La distancia entre dos puntos distintos es siempre positiva

{\displaystyle \forall x,y\in M\;:\quad x\neq y\;\longrightarrow \;d(x,y)>0}
para todo: x, y de M, se cumple que, si x es distinto de y, entonces, la distancia de x a y es mayor que cero.
- 2) (Simetría) La distancia de x a y es siempre la misma que la distancia de y a x:

{\displaystyle \forall x,y\in M\;:\quad d(x,y)=d(y,x)}
Para todo: x, y de M, se cumple que, la distancia de x a y es igual a la distancia de y a x.
Esto excluye las nociones asimétricas de "coste" que surgen naturalmente de la observación de que es más difícil caminar cuesta arriba que cuesta abajo.
- 3) Se cumple la desigualdad triangular).

{\displaystyle \forall x,y,z\in M\;:\quad d(x,z)\leq d(x,y)+d(y,z)}
Para todo: x, y, z de M, se cumple que, la distancia de x a z es menor o igual que la distancia de x a y más la distancia de y a z.
Esta es una propiedad natural de las nociones de distancia tanto físicas como metafóricas: se puede llegar a z desde x dando un rodeo a través de y, pero esto no hará que el viaje sea más rápido que el camino más corto.
Si la métrica d no es ambigua, a menudo se habla por abuso de notación de "el espacio métrico M".
De los puntos 1a) y 1b) se deduce:
{\displaystyle \forall x,y\in M\;:\quad d(x,y)\geq 0}
para todo: x, y de M, se cumple que, la distancia de x a y es mayor o igual que cero.
La distancia es no negativa, agrupando les puntos 1a) y 1b) en un solo punto 1).

### Algunas definiciones asociadas a un espacio métrico
Sea {\displaystyle (M,d)\!} un espacio métrico, y sean {\displaystyle a\in M\!} y {\displaystyle r\in \mathbb {R} ^{+}\cup \{0\}\!} un punto de {\displaystyle M\!} y un número real positivo o cero, respectivamente:
- Se llama bola (abierta) centrada en {\displaystyle a} y de radio {\displaystyle r}, al subconjunto de {\displaystyle M\!}: {\displaystyle \{x\in M|d(x,a)<r\}}, denotado usualmente como {\displaystyle B(a,r)}, o como {\displaystyle B_{r}(a)}.
- Se llama bola cerrada centrada en {\displaystyle a} y de radio {\displaystyle r}, al subconjunto de {\displaystyle M\!}: {\displaystyle \{x\in M|d(x,a)\leq r\}}, denotado usualmente como {\displaystyle B_{c}(a,r)} o como {\displaystyle {\overline {B}}(a,r)} o también como {\displaystyle {\overline {B}}_{r}(a)}.
- En análisis funcional la terminología puede llevar un poco a confusión, pues a la bola abierta de radio {\displaystyle r\,\!} y centro {\displaystyle a\,\!} se la suele denotar por {\displaystyle U(a,r)\,\!} o por {\displaystyle U_{r}(a)\,\!}, mientras -y aquí viene la posible confusión- a la bola cerrada de centro {\displaystyle a\,\!} y radio {\displaystyle r\,\!} se la denota por {\displaystyle B(a,r)\,\!} o por {\displaystyle B_{r}(a)\,\!}.
- Algunos autores utilizan la expresión disco en lugar de bola, así es que se puede hablar en términos de disco abierto y disco cerrado. En particular, esta terminología se utiliza en Variable Compleja, y cuando se considera la distancia euclídea sobre el conjunto {\displaystyle \mathbb {R} ^{2}}.
- Se llama esfera centrada en {\displaystyle a} y de radio {\displaystyle r}, al subconjunto de {\displaystyle M\!}  dado por {\displaystyle \{x\in M|d(x,a)=r\}\!}, denotado usualmente como {\displaystyle S(a,r)}, o como {\displaystyle S_{r}(a)}.

## Topología de un espacio métrico
La distancia {\displaystyle d} del espacio métrico induce en {\displaystyle M} una topología, y por tanto el espacio es, a su vez, un espacio topológico al tomar como subconjuntos abiertos para la topología a todos los subconjuntos  {\displaystyle U} que cumplen
{\displaystyle (\forall u\in U)(\exists \varepsilon \in \mathbb {R} ^{+}|B(u,\varepsilon )\subset U)}.
Esto es a todos los subconjuntos {\displaystyle U} para los cuales cualquier punto en {\displaystyle U} es el centro de alguna bola de radio positivo totalmente incluida en {\displaystyle U}, o lo que es lo mismo: U no tiene puntos en la frontera; no tiene frontera.
Dicha topología se denomina topología inducida por {\displaystyle d} en {\displaystyle M}.
Podemos entonces interpretar intuitivamente que un conjunto abierto es entonces una parte que tiene un cierto "espesor" alrededor de cada uno de sus puntos.
Un subespacio métrico {\displaystyle (E,d)\,} de un espacio métrico {\displaystyle (M,d)\,} es subespacio topológico del espacio topológico {\displaystyle (M,T)\,}, donde {\displaystyle T\,} es la topología en {\displaystyle M\,} inducida por {\displaystyle d}. Es decir, {\displaystyle E\,} hereda de {\displaystyle M\,} la topología inducida por {\displaystyle d}.
Un entorno {\displaystyle V} de un punto {\displaystyle a} de un espacio métrico {\displaystyle M} no es más que un subconjunto {\displaystyle V\subset M} de forma que exista un {\displaystyle r>0} tal que la bola abierta {\displaystyle B(a,r)\subset V}. El conjunto {\displaystyle \{B(a,r):a\in M,r\in \mathbb {R} ,r>0\}} es base de la topología inducida por {\displaystyle d}, y también es base de entornos de dicha topología. Como {\displaystyle \mathbb {Q} } es denso en {\displaystyle \mathbb {R} }, resulta entonces que {\displaystyle \{B(a,r):a\in M,r>0,r\in \mathbb {Q} \}} también es base de entornos de la topología inducida por {\displaystyle d}. En consecuencia, todo espacio métrico cumple el Primer Axioma de Numerabilidad.
Todo espacio métrico es espacio de Hausdorff. Además, al igual que ocurre en espacios pseudométricos, para los espacios métricos son equivalentes las siguientes propiedades: ser espacio de Lindelöf, cumplir el Primer Axioma de Numerabilidad y ser separable.

## Sistemas axiomáticos alternativos
La propiedad 1 ({\displaystyle d(x,y)\geq 0}) se sigue de la 4 y la 5.
Algunos autores usan la recta real extendida y admiten que la distancia tome el valor {\displaystyle \infty }. Cualquier métrica tal puede ser reescalada a una métrica finita (usando {\displaystyle d'(x,y)=d(x,y)/(1+d(x,y))} o {\displaystyle d''(x,y)=\min(1,d(x,y))}) y los dos conceptos de espacio métrico son equivalentes en lo que a topología se refiere. Una métrica es llamada ultramétrica si satisface la siguiente versión, más fuerte, de la desigualdad triangular:
{\displaystyle \forall x,y,z\in M,d(x,z)\leq {\mbox{max}}(d(x,y),d(y,z))}.
Si se elimina la propiedad 3, se obtiene un espacio pseudométrico. Sacando, en cambio, la propiedad 4, se obtiene un espacio quasimétrico. 
No obstante, perdiéndose simetría en este caso, se cambia, usualmente, la propiedad 3 tal que ambas {\displaystyle d(x,y)=0} y {\displaystyle d(y,x)=0} son necesarias para que {\displaystyle x} e {\displaystyle y} se identifiquen. Todas las combinaciones de lo anterior son posibles y referidas por sus nomenclaturas respectivas (por ejemplo como quasi-pseudo-ultramétrico).

## Espacio métrico totalmente acotado
Un espacio métrico {\displaystyle (X,d)} se dirá totalmente acotado si y solamente si cumple la siguiente propiedad:
{\displaystyle \forall r>0,\exists x_{1},...x_{k}\in X} tal que {\displaystyle \cup _{i=1}^{k}B(x_{i},r)\supseteq X}
Se cumple que todo espacio totalmente acotado es también acotado. Además, todo compacto es totalmente acotado. Esta propiedad es útil precisamente para demostrar compacidad, pues se tiene que existe equivalencia entre ser compacto y ser totalmente acotado y completo. De hecho, para muchas demostraciones es precisamente esta caracterización de compacidad la que se utiliza.

## Ejemplos
- Sea X un conjunto cualquiera no vacío y definamos {\displaystyle d} como

{\displaystyle d(x,y)={\begin{cases}0&{\mbox{si }}x=y\\1&{\mbox{si }}x\neq y\end{cases}}}
Entonces {\displaystyle d} es una métrica en {\displaystyle X}, llamada métrica discreta y {\displaystyle \left(X,d\right)} es un espacio métrico. {\displaystyle \left(X,d\right)} se llama espacio  discreto; ver Análisis real de Haaser y Sullivan.
- Los números reales con la función distancia {\displaystyle d\left(x,y\right)=\left|y-x\right|} dada por el valor absoluto, y, más generalmente, un n-espacio euclídeo con la distancia euclidiana, son espacios métricos completos. El sistema de los números complejos {\displaystyle \mathbb {C} } es un espacio métrico que, como tal, es igual a {\displaystyle \mathbb {R} \times \mathbb {R} }.
- Más generalmente aún, cualquier espacio vectorial normado es un espacio métrico definiendo {\displaystyle d\left(x,y\right)=\left\|y-x\right\|}. Si tal espacio es completo, lo llamamos espacio de Banach.
- Si {\displaystyle X} es un conjunto y {\displaystyle M} es un espacio métrico, entonces el conjunto de todas las funciones acotadas {\displaystyle f:X\to M} (i.e. aquellas funciones cuya imagen es un subconjunto acotado de {\displaystyle M}) puede ser convertido en un espacio métrico definiendo {\displaystyle d\left(f,g\right)=\sup _{x\in X}d\left(f(x),g(x)\right)} para cualesquiera funciones acotadas {\displaystyle f} y {\displaystyle g}. Si {\displaystyle M} es completo, entonces este espacio es completo también.
- Si X es un espacio topológico y M es un espacio métrico, entonces el conjunto de todas las funciones continuas acotadas de X a M forma un espacio métrico si definimos la métrica como antes: d(f, g) = supx en X d(f(x), g(x)) para cualesquiera funciones continuas acotadas f y g. Si M es completo, entonces este espacio es completo también.

- Si M es un espacio métrico, podemos convertir al conjunto K(M) de todos los subconjuntos compactos de M en un espacio métrico definiendo distancia de Hausdorff d(X, Y) = inf{r: para cada x en X existe un y en Y con d(x, y) < r y para cada y en Y existe un x en X con d(x, y) < r). En este métrica, dos elementos están cerca uno de otro si cada elemento de un conjunto está cerca de un cierto elemento del otro conjunto. Se puede demostrar que K(M) es completo si M es completo.

## Un análisis lógico
- El concepto métrico fundamental es el de función corta, los morfismos de la categoría métrica (los isomorfismos, i.e. aplicaciones bi-cortas, son las isometrías), pero su expresión usual usa el orden y la suma en los reales positivos luego,
- 1) Es obvio que : | x - |x - y | | = y es lo mismo que x = 0 o y ≤ x, luego distancia en los reales positivos da orden débil allí, orden fuerte (y ≤ x ssi ... ) es difícil, pero posible, si se acepta una solución de |x - y | = y i.e. y = x / 2.
- 2) | d(y, z) - |d(y, z) - d´(f(y), f(z)) | | = d´(f(y), f(z)) expresa que f es una función corta, sin ninguna referencia a un orden en los reales positivos.
- 3) La siguiente equivalencia de la desigualdad triangular

| d(x, y) - d(x, z) | ≤ d(y, z)
expresa (sin ninguna referencia a una operación en los reales positivos, |x - y| es la distancia allí) el hecho que d(x, -) es función corta (luego uniforme, luego continua). d: x - > d(x,-) es una isometría.
- Reuniendo ambas : | d(y, z) - |d(y, z) - | d(x, y) - d(x, z) | | | = | d(x, y) - d(x, z) | expresa desigualdad triangular directamente.
- un leve cambio : | d(y, z) - |d(z, y) - | d(x, y) - d(x, z) | | | = | d(x, y) - d(x, z) | expresa desigualdad triangular y simetría (hacer z = x y usar | x - d(y, y)| = x).

## Espacios metrizables
Un espacio topológico {\displaystyle (X,T)} se dice que es metrizable cuando existe una distancia {\displaystyle d} cuya topología inducida sea precisamente la topología {\displaystyle T}.
Un problema fundamental en Topología es determinar si un espacio topológico dado es o no metrizable. Existen diversos resultados al respecto.

### Teorema de metrización de Urysohn
Todo espacio topológico regular que cumpla el segundo axioma de numerabilidad es metrizable.

### Teorema de metrización de Nagata-Smirnov (condición suficiente)
Todo espacio regular con una base numerable localmente finita es metrizable.

### Teorema de metrización de Nagata-Smirnov (condición necesaria)
Todo espacio metrizable tiene una base numerable localmente finita.

### Teorema de metrización de Stone
Todo espacio metrizable es paracompacto.

### Teorema de metrización de Smirnov
Un espacio topológico es metrizable si y solo si es paracompacto y localmente metrizable.

### Teorema de metrización de espacios completamente separables
Un espacio topológico completamente separable es metrizable si y solo si es regular.